# The Cullinan
The Cullinan (tiếng Trung: 天璽 - Thiên tỉ) là một tổ hợp nhà chọc trời dùng làm căn hộ thuộc dự án bất động sản Union Square tại Cửu Long, Hồng Kông. Tổ hợp này bao gồm hai toàn nhà The Cullinan North Tower và The Cullinan South Tower đều có độ cao 270 m với 68 tầng. Hai tòa nhà này hiện đang là hai cao ốc dùng để ở cao nhất ở Hồng Kông.